# Brennilis
Brennilis är en kommun i departementet Finistère i regionen Bretagne i västra Frankrike. Kommunen ligger i kantonen Pleyben som tillhör arrondissementet Châteaulin. År 2022 hade Brennilis 447 invånare.

## Befolkningsutveckling
Antalet invånare i kommunen Brennilis
Referens:INSEE